# Instituto Histórico y Geográfico del Uruguay
El Instituto Histórico y Geográfico del Uruguay es una corporación académica uruguaya, de creación estatal y carácter privado, sin fines de lucro. Su propósito es el estudio y la difusión de la historia y la geografía, tanto en términos generales como particularmente en relación con Uruguay.

## Fundación y carácter del instituto
La institución fue fundada el 25 de mayo de 1843, por iniciativa de Andrés Lamas y Teodoro Miguel Vilardebó. Su establecimiento fue respaldado por un decreto emitido en Montevideo, mediante el cual el gobierno expresó su especial protección hacia el Instituto. Posteriormente, este respaldo fue reafirmado por una ley sancionada el 21 de junio de 1916 durante la XXV Legislatura y promulgada por el Poder Ejecutivo el 27 del mismo mes y año, quedando el Instituto oficialmente bajo el patrocinio gubernamental.
En la propuesta elevada por Andrés Lamas al Gobierno el 23 de mayo de 1843, se expresaba la intención de que el Instituto reuniera “a aquellos que están llamados a despojarse en las puertas del Instituto de sus prevenciones y colores políticos para entrar en él a ocuparse tranquilamente en objetos de interés común y permanente”. Añadía además que dicho espacio “empezará por aproximarlos y acabará tal vez por nivelar las opiniones todas y reunirlas en el centro de la utilidad y la gloria de esta Patria”.

## Fines
Los objetivos del Instituto comprenden la investigación y difusión de las materias vinculadas a la historia y la geografía, la realización de cursos y conferencias, la edición de folletos y libros, la publicación de su revista institucional, así como el asesoramiento al Gobierno en temas de su competencia. También tiene entre sus fines la protección y conservación de monumentos y sitios históricos, archivos, bibliotecas, museos y otros elementos del patrimonio cultural.

## Instrumentos institucionales
Los académicos que integran el Instituto pueden ser hasta un máximo de cuarenta, y son designados por el plenario académico mediante votación secreta, mientras que las demás votaciones dentro de la institución son públicas.
La estructura organizativa incluye una Comisión Directiva compuesta por un presidente, un vicepresidente, dos secretarios, un tesorero, un bibliotecario, un director de cursos y conferencias, un director de publicaciones y un director de la revista.
La Asamblea del cuerpo académico constituye la autoridad máxima del Instituto. A la institución le fue concedida la personería jurídica conforme al artículo 21 del Código Civil. Sus estatutos fueron aprobados en 1916 y posteriormente modificados en 1919, 1929 y 1941, siendo este último el texto vigente.

## Actualidad
En 2023, con motivo del 180° aniversario del Instituto Histórico y Geográfico del Uruguay, Correo Uruguayo presentó un sello personalizado que conmemora dicho acontecimiento.